# Bifluranol
Bifluranol (INN, BAN, tên thương hiệu Prostarex; cựu tên mã phát triển BX-341) là một tổng hợp estrogen không steroid của stilbestrol nhóm liên quan đến diethylstilbestrol đã được sử dụng như một antiandrogen trong Vương quốc Anh trong điều trị u xơ tiền liệt tuyến. Đó là một nhiều flo biphenyl có liên quan đến polybrominated và polychlorinated biphenyls và diethylstilbestrol. Thuốc được mô tả là estrogen yếu và sở hữu khoảng một phần tám tiềm năng của diethylstilbestrol.
Mặc dù thực tế là nó được gọi là antiandrogen trong tài liệu, bifluranol thực sự là một estrogen tinh khiết và không liên kết đáng kể với thụ thể androgen hoặc đối kháng trực tiếp với hoạt động của androgen. Nó tác động ảnh hưởng antiandrogen chức năng bằng cách gắn vào và kích hoạt thụ thể estrogen trong tuyến yên, do đó ức chế sự bài tiết của luteinizing hormone (và do đó hoạt động như một antigonadotropin) và do đó làm giảm sinh dục sản xuất androgen và nồng độ androgen toàn thân. Bifluranol cũng đã được tìm thấy hoạt động như một chất ức chế lyase 17α-hydroxylase / 17,20, mặc dù có hiệu lực thấp hơn ketoconazole, và hành động này có thể góp phần vào hiệu quả của nó trong tăng sản tuyến tiền liệt lành tính bằng cách tiếp tục giúp giảm mức độ androgen.
Các loại thuốc liên quan bao gồm pentafluranol (BX-430) và terfluranol (BX-428), cũng là estrogen.